# ザレチエ・オジンツォボ
ザレチエ・オジンツォボ（ロシア語: Заречье Одинцово）は、ロシア・オジンツォボを本拠地とする女子バレーボールクラブ。1987年に創設。

## 歴史
1987年にオジンツォボの集団農業の経営者によって設立された。現在は政府機関であるモスクワ州バレーセンターによって運営されている。2008年ロシアリーグで初優勝に輝いた。2010年に2年ぶりのリーグ優勝を飾った。

## 主な成績
ロシアリーグ
- 優勝：2008、2010
- 準優勝：2006

 ロシアカップ
- 優勝：1995、2002、2003、2004、2006、2007

## 歴代所属選手
- ユリア・メルクロワ
- タチアナ・ゴルシュコワ
- ナタリヤ・サフローノワ
- リュボフ・シャチコワ
- アンナ・マティエンコ
- オリガ・ファテーエワ
- タチアナ・コシェレワ
- エカテリーナ・パンコワ
- イリナ・フェティソワ
- マリオラ・ゼニク
- ラケル・シルバ
- バレウスカ・オリベイラ
- パウラ・ペケーノ
- アントネッラ・デルコーレ
- マルガレーテ・コズーフ